# Ta'anea
Ta'anea es la capital del distrito de Hahake, en la isla de Vava'u, Tonga. Tiene una población de 649 habitantes en 2021.